# Комитет в защиту свободы и социализма
Комитет в защиту свободы и социализма (нем. Schutzkomitee Freiheit und Sozialismus) — общественная организация, основанная в 1976 году в Западном Берлине и объединившая интеллектуалов, выступавших за освобождение политических заключённых в ГДР.
Вслед за лишением гражданства ГДР Вольфа Бирмана в Восточной Германии прокатилась волна арестов политически неблагонадёжных лиц, в том числе писателя Юргена Фукса, бардов Кристиана Кунерта и Герульфа Паннаха, и состоялся процесс над философом-диссидентом Рудольфом Баро. Эти события подвигли западногерманского публициста Ханнеса Швенгера выступить с инициативой создания комитета в их защиту. Ханнеса Швенгера поддержал историк и социолог Манфред Вильке, в «Комитет» вступили лютеранский священник и политик Генрих Альберц, писатели Генрих Бёлль, Фридрих Дюрренматт, Ханс Магнус Энценсбергер, Макс Фриш, журналист Роберт Юнгк, политик Отто Шили и актриса Роми Шнайдер.
В своей первой акции «Комитет» выступил за освобождение писателя Юргена Фукса, содержавшегося в следственном изоляторе МГБ ГДР. Министерство госбезопасности ГДР классифицировало «Комитет в защиту свободы и социализма» как враждебную организацию и вело за ним интенсивное наблюдение. На Роми Шнайдер, привлёкшую к работе в «Комитете» Ива Монтана и Симону Синьоре, в МГБ ГДР было заведено досье, которое было закрыто только после смерти кинозвезды в 1982 году. Комитет прекратил работу в 1979 году.